# Oriental Pearl Tower
Oriental Pearl Tower (čínsky 东方明珠塔, hanyu pinyin Dōngfāng Míngzhūtǎ, oficiální jméno 东方明珠电视塔) je TV vysílač v Šanghaji v Čínské lidové republice. Věž se nachází na okraji Lu-ťia-cuej v okrsku Pchu-tung na břehu řeky Chuang-pchu.
Byla navržena Ťiang Chuan Čchengem ze společnosti Shanghai Modern Architectural Design Co. Ltd. Stavba byla započata v roce 1990 a věž byla dokončena v 1994. Se svými 468 metry byla nejvyšší budovou v Číně mezi lety 1994 až 2007, kdy ji svou výškou překonala budova Shanghai World Financial Center. Oriental Pearl Tower je členem světové asociace vysokých věží a mrakodrapů World Federation of Great Towers. Její návštěvnost přesahuje 3 miliony lidí ročně.

## Části budovy

### Koule
Věž se skládá z 11 koulí různé velikosti. Dvě největší koule mají průměr 50 metrů (spodní) a 45 metrů. Jsou propojeny třemi sloupy o průměru 9 metrů. Nejvyšší položená koule má 14 metrů v průměru.

### Pozorovatelny

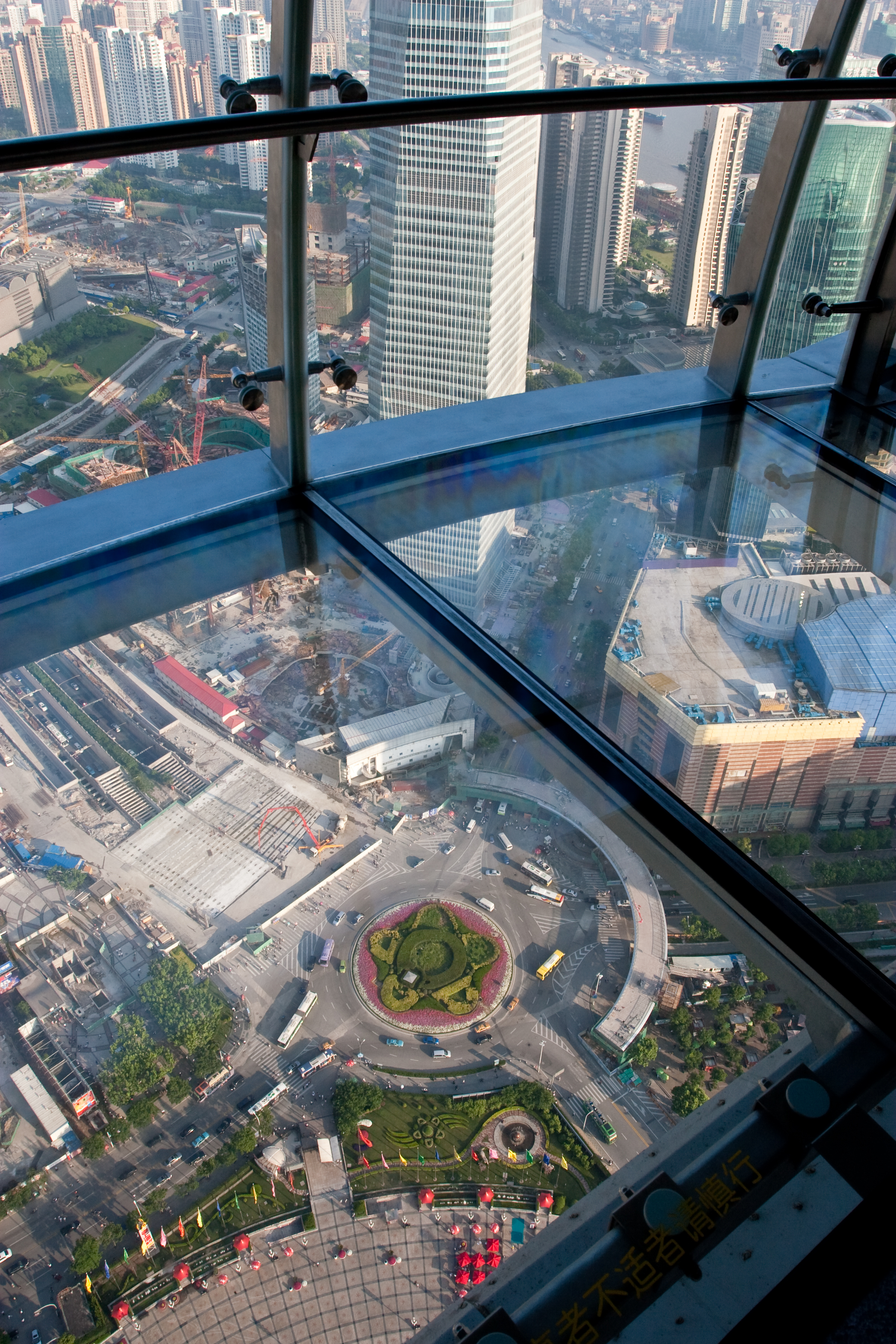
Pozorovatelna dokončená v roce 2009 s prosklenou podlahou.

Na věži je celkem 15 pozorovatelen, přičemž nejvyšší (známá jako Space Module) je ve výšce 350 metrů. Nejníže položené pozorovatelny jsou ve výšce 263 metrů (Sighseeing Floor) a 90 metrů (Space City). Ve výšce 267 se nachází otočná restaurace, která skýtá nádherný pohled na celou Šanghaj. Mimo jiné nabízí stavba výstavní haly, restaurace a nákupní středisko. Navíc je zde i hotel o kapacitě 20 pokojů nazývaný Space Hotel, který leží mezi dvěma největšími koulemi.

### Anténní věž
Anténa, která slouží k šíření televizních a rozhlasových kanálů, prodlužuje celou stavbu o dalších 118 metrů na její celkovou výšku 468 metrů.

## Čínský symbolismus v designu
Říká se, že design budovy byl inspirován verši básně Hudba Pipy z dynastie Tchang od Po Ťü-iho, která vypráví o nádherném pronikavém zvuku nástroje pchi-pcha, znějícím jako perly padající na nefritovou desku (čínsky: 大珠小珠落玉盘/大珠小珠落玉盤, hanyu pinyin: dà zhū xiǎo zhū luò yù pán). Nicméně návrhář stavby Ťiang Chuan-čcheng tvrdí, že při návrhu stavby nepomýšlel na tyto verše. Někteří architekti přirovnávají vzhled stavby k viru bakteriofágu.

## Požár 2010
Dne 13. dubna 2010 ve 2 hodiny v noci vypukl požár na anténě ve výšce 468 metrů, který byl úspěšně uhašen zásahem hasičských sborů. Pravděpodobnou příčinou byl zásah bleskem při bouři.

## Galerie

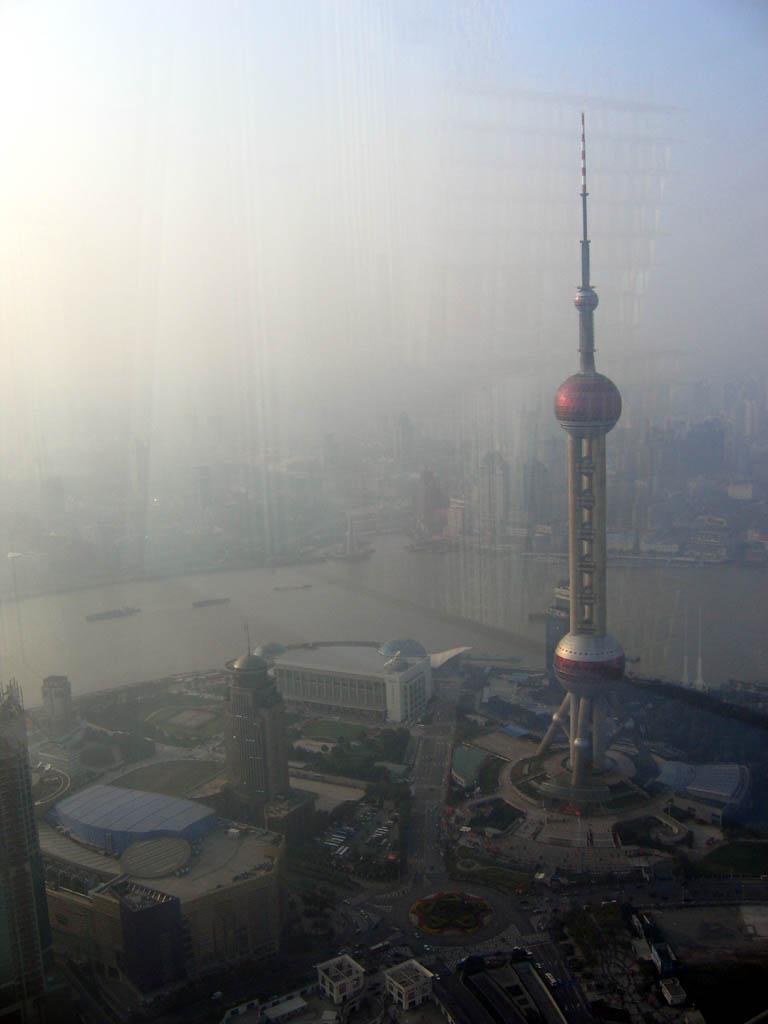
Panoramatický snímek Oriental Pearl
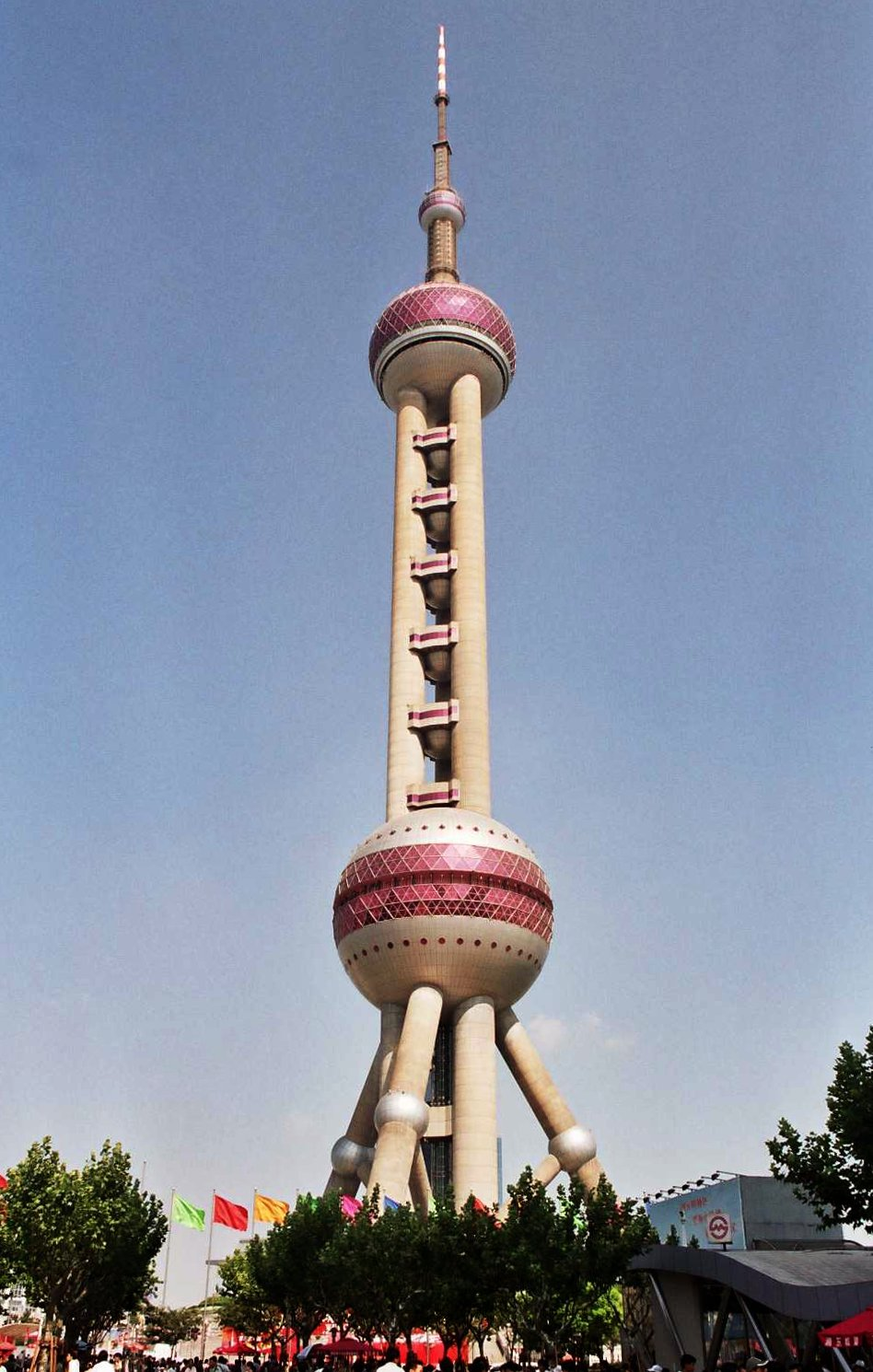
Oriental Pearl Tower
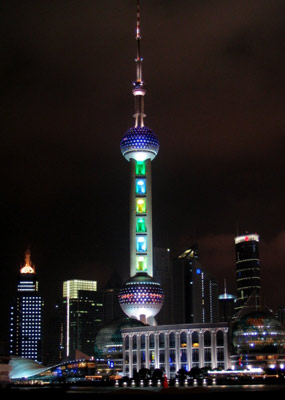
Oriental Pearl v noci
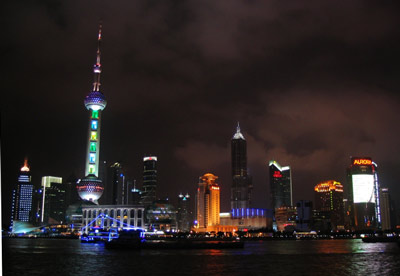
Oriental Pearl a noční pohled na okrsek Pchu-tung

Uvnitř Oriental Pearl

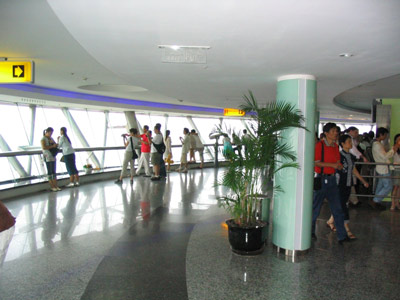
Rozhledna (263 metrů)
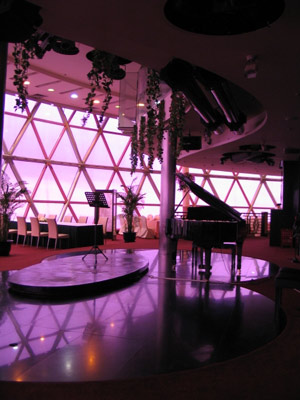
Otočná restaurace (267 metrů)
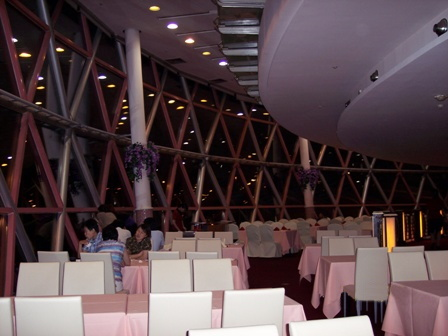
Otočná restaurace uvnitř druhé největší koule